# Ozeias de Paula
Ozeias Moura de Paula (Muriaé, 23 de abril de 1951), é um cantor e compositor  brasileiro, do segmento evangélico. Membro da Igreja Evangélica Assembleia de Deus, é reconhecido como um dos maiores intérpretes da música evangélica no Brasil.

## Biografia
Ozeias de Paula nasceu no dia 23 de abril de 1951 na cidade de Muriaé, Minas Gerais. É filho do pastor da Igreja Evangélica Assembleia de Deus, Antônio de Paula e irmão mais novo da conhecida e saudosa dupla Otoniel e Oziel. Também é tio do pastor, vereador pela cidade do Rio de Janeiro e deputado federal eleito pelo estado do Rio de Janeiro Otoni de Paula Júnior.
O contato de Ozeias com a música começou em sua infância, sendo antecedido por seus irmãos. Sua carreira profissional começou em 1969 quando Otoniel e Oziel o convidaram para uma participação em um dos discos deles, "Oásis do Amor".
Depois disso Ozeias começou a cantar em igrejas, congressos, e outros eventos evangélicos, até que em 1971 gravou seu LP solo, intitulado Gozo da Salvação.
Pouco tempo depois de gravar este LP, Ozeias foi convidado por Matheus Iensen, proprietário da gravadora "Estrela da Manhã", a gravar com ele. O resultado foi o seu mais aclamado álbum, "Cem Ovelhas", gravado em Curitiba. Mas antes do lançamento do disco, em 4 de junho de 1973, Ozeias sofreu um grave acidente automobilístico em uma viagem de Curitiba para o Rio de Janeiro. Ozeias teve as pernas quebradas, o crânio fraturado, além de outros danos. Passou cerca de 9 meses em recuperação, no hospital e em casa. Depois disso então o disco Cem Ovelhas foi lançado, atingindo altos índices de venda.
No decorrer de sua carreira, Ozeias de Paula passou por diversas gravadoras e está em atividade até hoje.

## Discografia
| Ano de Lançamento | Título                                                                           | Gravadora                                                     |
| ----------------- | -------------------------------------------------------------------------------- | ------------------------------------------------------------- |
| 1969              | Oásis do Amor                                                                    | Milagres da Fé                                                |
| 1971              | Gozo da salvação                                                                 | Doce Harmonia                                                 |
| 1973              | Cem Ovelhas                                                                      | Estrela da manhã                                              |
| 1974              | Sou a triste ovelha                                                              | Desperta Brasil                                               |
| 1974              | Depois da chuva                                                                  | Doce Harmonia                                                 |
| 1975              | Jóia Infinita                                                                    | Grav. Ev. Bandeira Branca                                     |
| 1976              | Canto Aleluia                                                                    | Doce Harmonia                                                 |
| 1976              | Ozeias e a Harpa                                                                 | Doce Harmonia                                                 |
| 1977              | Paz na terra                                                                     | 1ª - Gra. Ev. Desperta Brasil. 2ª - Grav. Ev. Bandeira Branca |
| 1978              | Deus sabe o que faz                                                              | Rocha Eterna                                                  |
| 1979              | Entrei no templo                                                                 | 1ª - Gra. Ev. Desperta Brasil. 2ª - Grav. Ev. Bandeira Branca |
| 1980              | O amor é tudo                                                                    | Grav. Ev. Bandeira Branca                                     |
| 1981              | Dependo de Jesus                                                                 | Grav. Ev. Bandeira Branca                                     |
| 1982              | Quando Voltares                                                                  | Grav. Ev. Bandeira Branca                                     |
| 1982              | De Braços Abertos                                                                | Grav. Ev. Bandeira Branca                                     |
| 1982              | Viva com Deus                                                                    | JUERP                                                         |
| 1983              | Devo Ser                                                                         | Louvores do coração                                           |
| 1984              | Tens                                                                             | BMG ARIOLA                                                    |
| 1984              | Paz e Comunhão                                                                   | Estrela de Belém                                              |
| 1986              | Com amor                                                                         | Grav. Polygram                                                |
| 1987              | Minha alegria                                                                    | Grav. Barclay Discos                                          |
| 1988              | Grandes Momentos                                                                 | Continental                                                   |
| 1992              | Mais que vencedor                                                                | Line Records                                                  |
| 1998              | Ao Vivo                                                                          |                                                               |
| 1998              | Louvores Inesquecíveis I                                                         |                                                               |
| 1999              | Louvores Inesquecíveis II                                                        |                                                               |
| 2000              | Há um Caminho (Disco 'Paz e Comunhão' relançado pela BomPastor com outro título) |                                                               |
| 2001              | Confidências                                                                     | Franc Records                                                 |
| 2002              | Louvores Inesquecíveis de Otoniel e Oziel, Vol. 1                                |                                                               |
| 2002              | Louvores Inesquecíveis de Otoniel e Oziel, Vol. 2                                |                                                               |
| 2003              | Cem Ovelhas e as Melhores                                                        |                                                               |
| 2004              | Louvores Inesquecíveis III                                                       |                                                               |
| 2005              | Ao Vivo Na Paraíba                                                               |                                                               |
| 2011              | Instrumento                                                                      |                                                               |